# Nicolas de Largillière
Nicolas de Largillière lub Largillièrre (ur. 10 października 1656 w Paryżu, zm. 20 marca 1746 tamże) – francuski malarz okresu rokoka.
Uczył się w Antwerpii u malarza martwych natur i scen rodzajowych Antoine’a Goubou. W latach 1672–1680 przebywał w Londynie, gdzie pracował w warsztacie Petera Lely'ego. W 1682 przeniósł się do Paryża. W 1686 został członkiem Królewskiej Akademii Malarstwa i Rzeźby.
Obok Hyacinte’a Rigauda był najwybitniejszym portrecistą okresu regencji. Charakterystyczne są jego portrety kobiece na tle krajobrazu. Malował też martwe natury, kompozycje historyczne i pejzaże.

## Wybrane dzieła

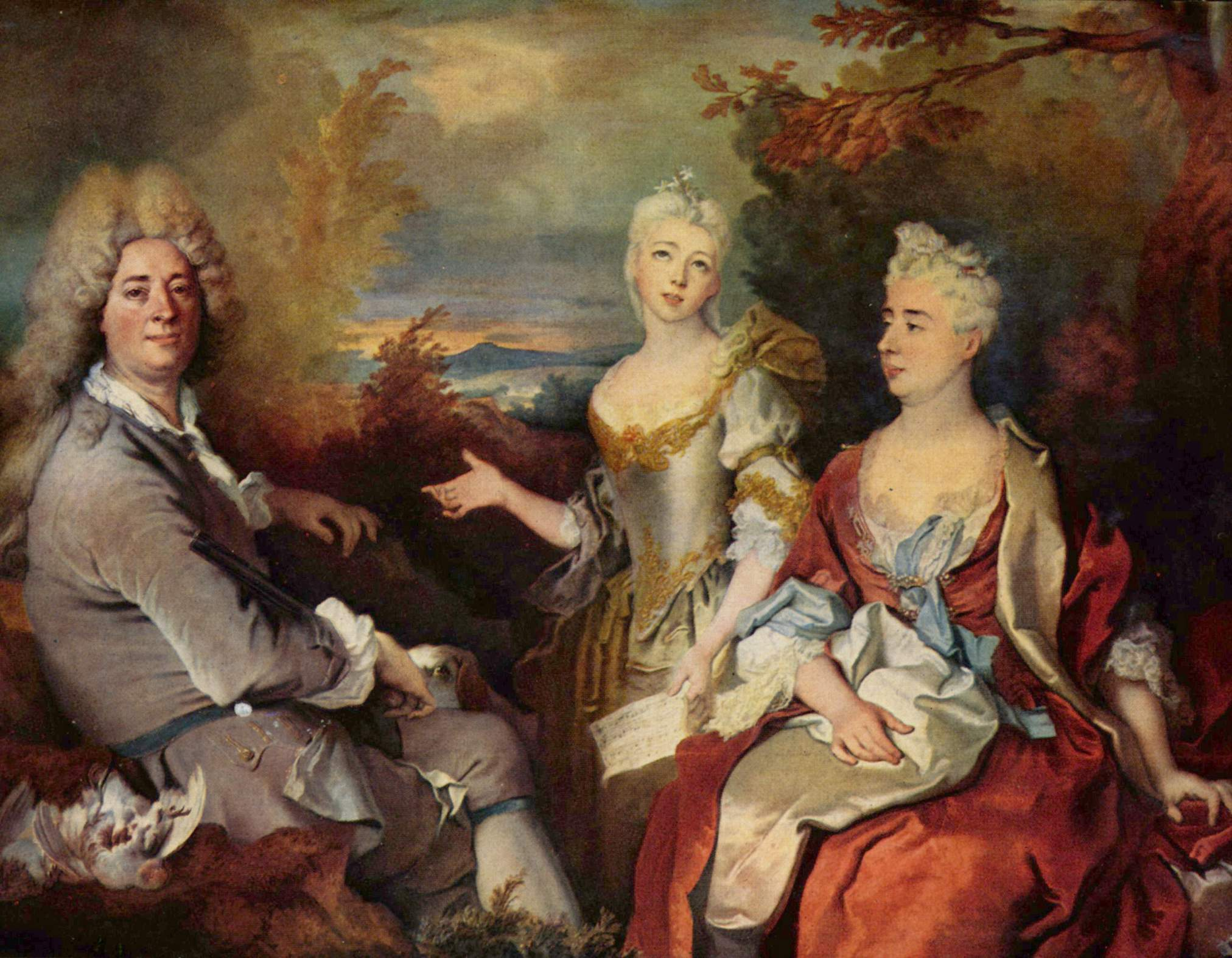
Autoportret z rodziną (1710-1712)

- Autoportret z rodziną (1710-1712) – Paryż, Luwr
- Dzieci Jakuba II, króla Anglii (ok. 1695 – Florencja, Uffizi
- Kompozycja dekoracyjna (1720-30) – Paryż, Luwr
- Ławnicy Paryża modlący się do św. Genowefy (1696) – Paryż, Kościół Saint-Etienne-du-Mont
- Nicolas Coustou w swojej pracowni (1710-1712) – Berlin, Gemaeldegalerie
- Panna Duclos – Chantilly, Musée Condé
- Piękna dama ze Strasburga (1703) – Strasburg, Musée des Beaux-Arts
- Podwójny portret Marii Serre, matki artysty (1695) – Paryż. Luwr
- Portret Charlesa Le Bruna (ok. 16820 – Paryż, Luwr
- Portret damy (ok. 1710) – Moskwa, Muzeum Puszkina
- Portret damy z pieskiem i małpką – Warszawa, Muzeum Narodowe
- Portret Elizabeth Throckmorton (1729) – Waszyngton, National Gallery of Art
- Portret infantki Marii Anny Victorii de Bourbon (1724) – Madryt, Prado
- Portret Margueritte de Seve (1729) – San Diego, Timken Art Gallery
- Portret mężczyzny (ok. 1710) – Londyn, National Gallery
- Portret mężczyzny – Warszawa, Muzeum Narodowe
- Portret Philippe’a Roettiersa (ok. 1685) – Dublin, Narodowa Galeria Irlandii
- Posiedzenie rady miejskiej w paryskim ratuszu (1689) – St. Petersburg, Ermitaż
- Rodzina Ludwika XIV (1709) – Londyn, Wallace Collection
- Studium rąk (ok. 1715) – Paryż, Luwr
- Thomas Germain z żoną (1736) – Lizbona, Fundacja Gulbenkiana